# Grazer Wechselseitige Versicherung

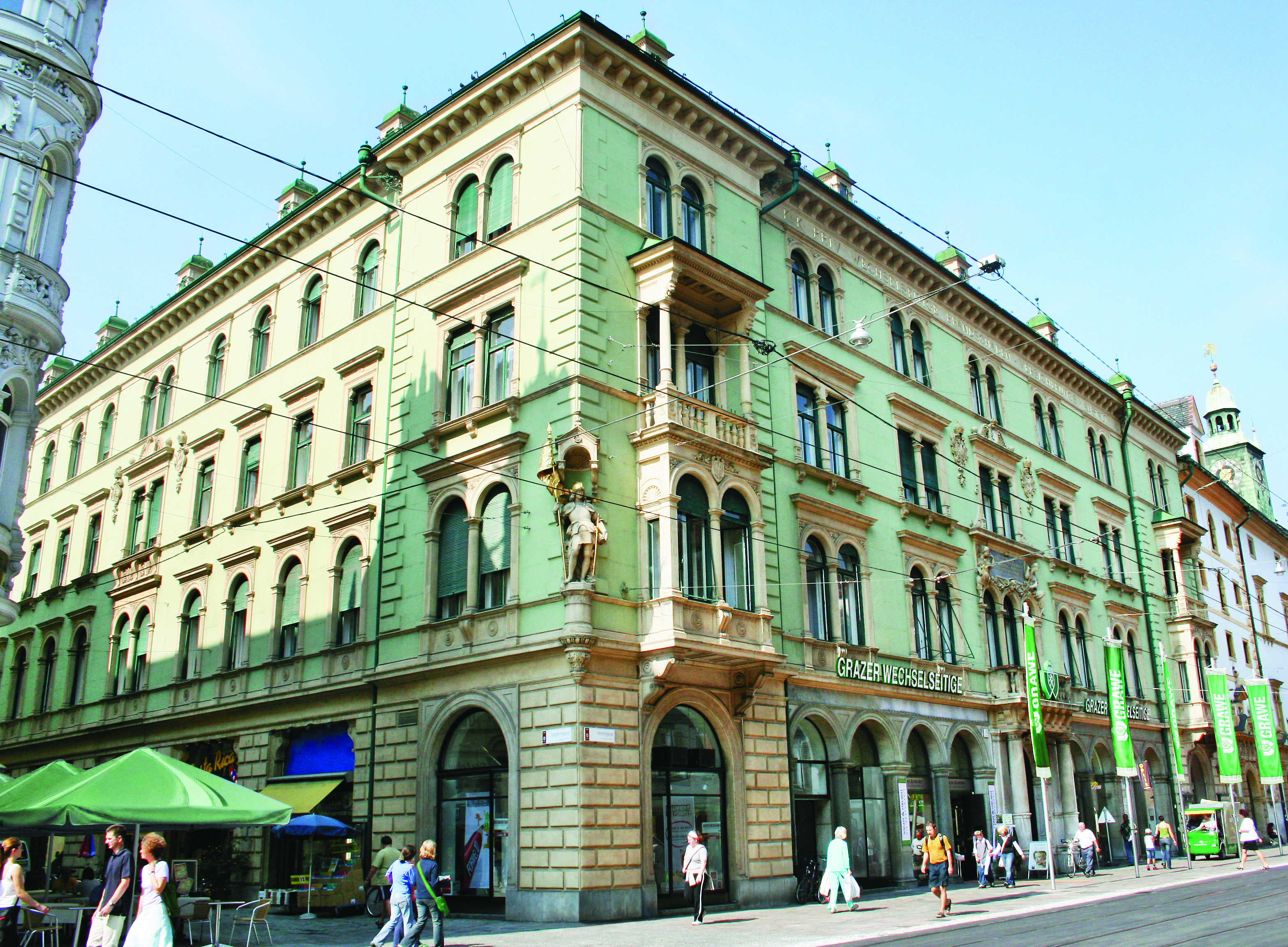
Головний офіс GRAWE у місті Грац

Grazer Wechselseitige Versicherung або скорочено GRAWE є однією з найбільших страхових компаній Центральної Європи. Її штаб-квартира знаходиться в місті Ґрац, Австрія за адресою Herrengasse 18/20. На сьогодні концерн є одним із найбільших страхових концернів Австрії з більш ніж 4500 працівниками і філіями у 16 країнах Центральної та Східної Європи. До складу концерну входять 15 страхових компаній, 2 банки, а також GRAWE Immobillien — компанія з нерухомості, у власності якої декілька мільйонів квадратних метрів власної нерухомості, та Security KAG — компанія по управлінню фінансовими активами.
В Україні з 1998 року працює дочірнє підприємство «ГРАВЕ УКРАЇНА» (GRAWE Ukraine). До складу «ГРАВЕ УКРАЇНА» входять — ПрАТ «ГРАВЕ УКРАЇНА Страхування життя» та ПрАТ СК «ГРАВЕ УКРАЇНА».

## Історія «GRAWE Group»

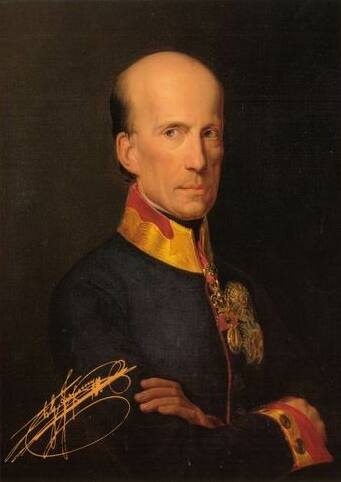
Ерцгерцог Йоган

GRAWE (Grazer Wechselseitige Versicherung AG) утворилася 14 липня 1828 року за «найвищим наказом» кайзера як імператорсько-королівське привілейоване товариство нім. «Kaiserlich-königliche privilegierte innerösterreichische wechselseitige Brandschaden-Versicherungs-Anstalt für Steiermark, Kärnten und Krain». У 2015 році концерну GRAWE виповнилося 187 років з дати заснування. Наразі концерн очолюють прямі нащадки засновника компанії Ерцгерцога Йогана.

## Дочірні підприємства
GRAWE є п'ятою за величиною страховою групою в Австрії. GRAWE має дочірні компанії в країнах Центральної та Східної Європи, таких як Словенія, Хорватія, Угорщина, Сербія, Боснія і Герцеговина, Україна, Болгарія, Румунія, Молдова, Македонія, Литва, Латвія, Італія, Чорногорія та Косово.

### ГРАВЕ Україна

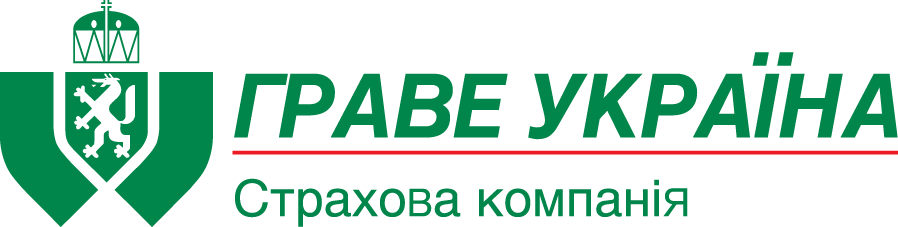
Офіційний логотип СК «ГРАВЕ УКРАЇНА»

ПрАТ «ГРАВЕ УКРАЇНА Страхування життя» — дочірня компанія австрійського концерну GRAWE, заснована 23 березня 1998 року. Страхова компанія «ГРАВЕ УКРАЇНА» — 10 квітня 2008 року страхова компанія «ІНПРО» стала членом австрійського фінансового концерну GRAWE (Grazer Wechselseitige Versicherung AG) та була перейменована на ПрАТ "Страхова компанія «ГРАВЕ УКРАЇНА».

#### Керівництво
- Голова Правління — Базилевська Наталія Володимирівна
- Член Правління — Маг. Єтмір Краснічі

#### Послуги
- Програми особистого страхування
- Програми страхування групи осіб
- Страхування майна
- Особисте страхування
- Страхування транспортних засобів
- Страхування відповідальності

#### Нагороди
- 2013 — Переможцем рейтингу «ТОП-100. Найбільші компанії України».
- 2013 — Лідер у рейтингу «Insurance Top». Компанія посіла перше місце за показниками «Страхові виплати і кількість страхових випадків за 2012 рік».[2]
- 2011 — Рейтинг «ТОП-100. Лідери бізнесу України». Компанія отримала сертифікат «Надійний партнер для бізнесу».
- 2010 — Рейтинг «ТОП-100. Лідери бізнесу України — 10 років розвитку». Компанія посіла перше місце як така, що здійснює найбільшу кількість виплат зі страхування життя.
- 2009 — «Фінансовий рейтинг-2009» газети «Бизнес». Компанія посіла перше місце у номінації «Найбільш професійна страхова компанія».
- 2008 — Компанія отримала Почесний орден ЛСОУ «За вагомий внесок у розвиток страхування».
- 2006 — Компанія отримала нагороду рейтингу «ТОП-100. Найкращі компанії України 2006 року».
- 2005 — Рейтинг «ТОП-100. Найкращі компанії фінансового сектору України». Компанія стала лідером у секторі страхування життя.

#### Регіональна мережа
Регіональна мережа компанії налічує близько 23 центрів обслуговування клієнтів по всій Україні, а саме в: Києві, Львові, Хмельницькому, Дніпропетровську, Запоріжжі, Одесі, Харкові.
Головний офіс компанії знаходиться у м. Києві за адресою вул. Велика Васильківська 65, 03150

#### Членство в організаціях
- Член Правління Ліги страхових організацій України
- Член Європейської Бізнес Асоціації
- Член Європейської Бізнес Асоціації[3]
- Член Моторно (Транспортного) Страхового Бюро України[4]
- Член Правління Ліги страхових організацій України